# 宋其文
宋其文（1956年—），山东泰安人，汉族，中华人民共和国政治人物、第十二届全国人民代表大会解放军代表。
毕业于南昌陆军学院军事指挥专业。加入中国共产党。担任南昌陆军学院射击教研室主任。2008年起担任全国人大代表。2013年，担任全国人大代表。